# Gamepad Compilation Vol. 1.0
Gamepad Compilation Volume 1.0, pubblicata il 16 agosto 2007, è una raccolta di musica dance mixata dall'ex gruppo musicale italiano dell'emittente radiofonica m2o: Tarquini & Prevale.
L'album è legato all'omonimo programma radiofonico nazionale di m2o condotto dal gruppo fino al 2010, anno in cui si sciolse. È stata pubblicata dall'etichetta discografica di Asti Bit Records, distribuita in formato digitale in tutto il mondo tramite i principali digital store e in tutta Italia, in edicola e nei negozi di dischi da Caymera S.r.l. del gruppo Mondadori.

## Tracce
Edizioni musicali Bit Records.
1. Elektra Forward – Intro (feat. Nanni Venditti) – 1:36
2. Nausicaa – Listen Baby (Original) – 3:24
3. Provenzano DJ – Right Or Wrong (feat. Lizzy B.) (Danijay Remix) – 3:17
4. Gemini Station & Remondini – Waiting For The Night (Lentamente Mix) – 2:27
5. DJ Falasca – I Will Be There (Original Mix) – 4:14
6. Thunder – Talking (Fireworks Dance Radio Mix) – 2:20
7. DJ PGL – Lara (DJ Bum Bum Remix Extended) – 2:55
8. Tarquini & Prevale – Never Meet (feat. Made In Italy) – 4:37
9. Roberto Giordana – Don't You (Vodka Remix) – 2:53
10. Elektra Forward – Love Delight (DJ Tarquini & Prevale Vision) – 5:05
11. Manu GZ And Marcos Magan – Credimi (Destination Sicily Main Mix) – 3:12
12. Overland – You Make Me Feel Good (feat. Kimmy) (Original Mix) – 4:39
13. Resonator – Coming Home (Amoroso Remix) – 2:40
14. Provenzano + Danijay – Catch Me (Danijay Jump Remix) – 3:39
15. Tarquini & Prevale – Sognami (feat. Mr J Carry) (Original Mix) – 4:51
16. DJ Carpi – Out Of Reason (Mission To Mars Extended) – 2:53
17. Trinity – Turn Me Left & Right (Original Mix) – 2:53
18. DJ Martinez – Forever In My Mind (feat. Small Town Boys Mix) – 4:55
19. Redrox Feat. Randee – Give Me Emotions (feat. Randee) (Powered Mix) – 1:52
20. DJ Kajjin – Music Is Fantasy (feat. Estefania) (Luca Zeta Remix) – 4:08
21. Luca Zeta – Don't Forget It (Sander Concept Extended Mix) – 4:23
22. Katrina – Magic Night (DJ Mauro Vay GF Remix) – 4:30